# Criminalidad en Perú

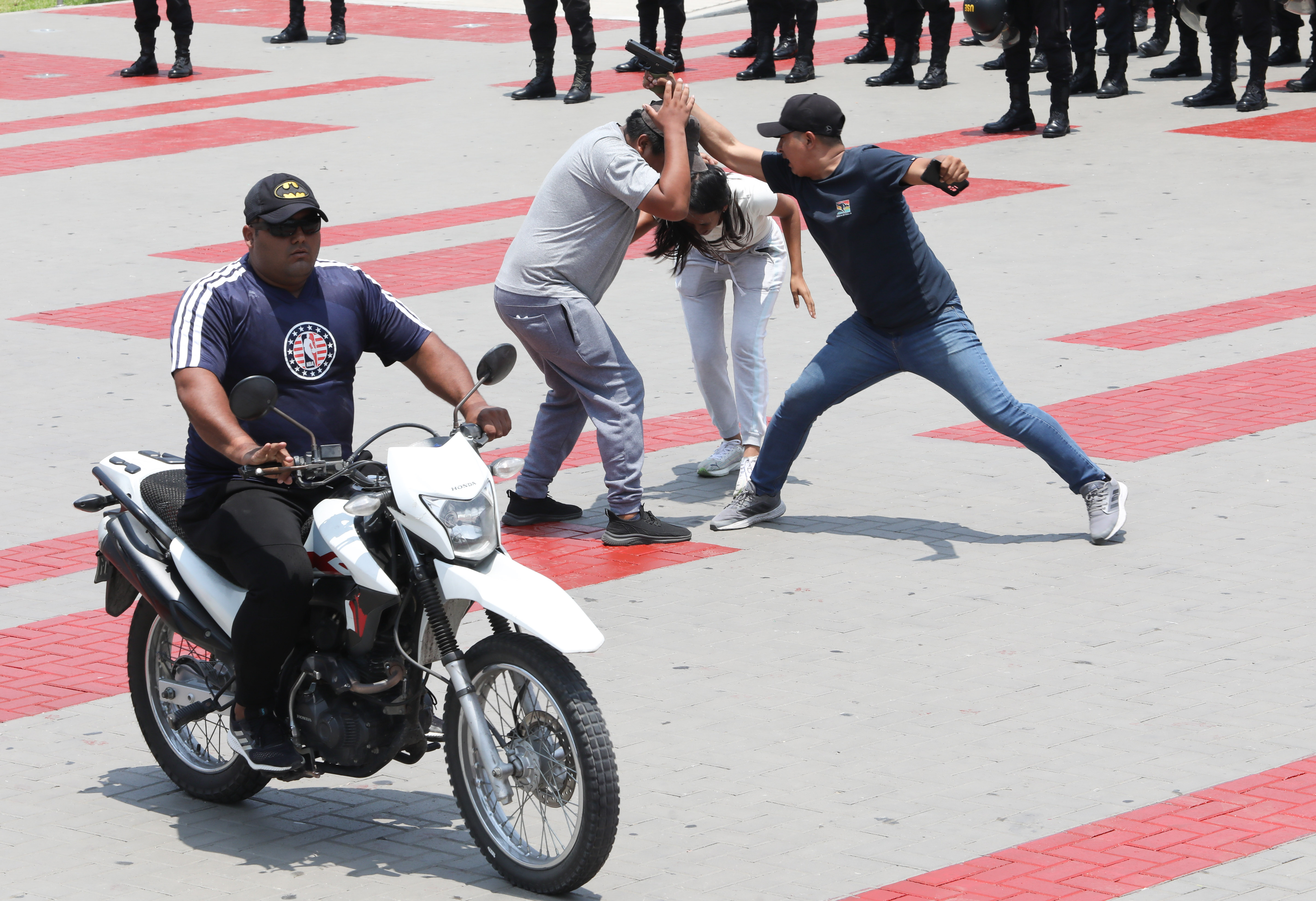
Escenificación de un acto delictivo. Realizada por personal del Gobierno Regional de Callao en 2024.

La delincuencia es una de las preocupaciones más urgentes que enfrenta Perú. Según cifras del Observatorio de Criminalidad del Ministerio Público cada 5 minutos se comete un delito y el 82 % de los peruanos se siente inseguro en las calles según el estudio del Instituto de Integración.

## Contexto
Perú ha experimentado cada vez más altos índices de criminalidad, especialmente en los grandes centros urbanos. Uno de los robos más relevantes ocurrió en 1981 en el Museo de Arqueología y Antropología.
El delito más común en el Perú es el robo agravado en 2014; la Policía Nacional del Perú registró 26 652 robos durante el primer trimestre de 2023, un promedio de 296 al día. También se reportó casos de violencia, incluyendo violencia sexual, con una tasa de 30 reportes diarios a menores de edad para diciembre de 2004. Por otro lado, Perú tiene la tasa de robos de viviendas más alta del mundo, con 2 086 robos por cada 100 000 personas cada año reportado en el 2017.
Hay varios motivos por los que suele haber delincuencia. Según una publicación de la Universidad Nacional de Ingeniería de 2011, las principales causas identificadas fueron la limitada cobertura de servicios de vigilancia, la falta de atención a grupos vulnerables, la limitada información para la prevención de delitos y las condiciones urbanas inadecuadas. Otra publicación de la Universidad Ricardo Palma de 2024 señaló que las personas que delinquen no son pobres, sino personas sin educación secundaria completa, y que las víctimas suelen ser pequeños empresarios.
El Informe del Observatorio de Criminalidad del Ministerio Público reveló que, de los 8 millones de denuncias registradas entre enero de 2016 y agosto de 2024, los casos de mayor frecuencia son los delitos contra la vida, el cuerpo y la salud.

### Opinión pública
En el 2014, según la encuesta realizada por el Barómetro de las Américas, Perú lideró la mayor tasa de victimización por la delincuencia con 30 % superando a Ecuador, Argentina y Venezuela. En relación, se detalla que el principal tipo de delincuencia es el hurto o robo al paso (32%), robo con amenaza (19 %), robo con arma (18 %), robos de la casa (12 %) y extorsión (8 %). Para 2017 la cifra aumentó a 33 %, en que el 57.5 % de las víctimas afirmó haber sufrido robos en su vivienda.
En el Ranking de Competitividad en Viajes y Turismo evaluado por el Foro Económico Mundial, Perú se ubica en el puesto 117 de seguridad entre 141 países, dentro del rubro en lo referente a la fiabilidad de los servicios policiales esta en el puesto 135 mientras que los costos comerciales de la delincuencia en el 125.
En 2014, según la encuesta realizada por el Barómetro de las Américas la inseguridad desplazó a la economía como el principal problema más importante en el Perú. Con el nuevo Barómetro de las Américas, en 2017, el Perú ocupa el segundo lugar en el ranking de los países de las Américas con la tasa más alta de víctimas de la delincuencia.
Según el Índice de Ley y Orden (GLO) de Gallup en 2019 tiene una calificación de 64 puntos, por encima de Argentina, México, Bolivia y Venezuela. En cambio, el Índice Global de Crimen Organizado de 2023 colocó a Perú en el décimo lugar entre los territorios del continente americano, en el ámbito global el país quedó en el puesto 32 de 193 países analizados. Caso que en ese año, Gallup señaló que Perú tiene la mayor percepción en delincuencia en Latinoamérica junto a Ecuador con 87 %.
Una encuesta del Instituto de Estudios Peruanos en 2023 dedujo que el 60 % estaría dispuesto a elegir a un candidato que tome medidas de seguridad ciudadana sin respetar los derechos humanos, una muestra del autoritarismo radical que podría instaurarse en el país.

### Pandillaje
Según la PNP en 2008 se registraron 12 128 jóvenes involucrados en 410 grupos de pandillas, responsables de 5318 hechos delictivos. Según Conasec en ese año, 370 grupos están localizadas en Lima y Callao.

### Instituciones
Las principales instituciones encargadas de combatir el crimen en el Perú son: la Policía Nacional, el Poder Judicial, el Ministerio del Interior y la Fiscalía de la Nación. La detención es una de las medidas constitucionales para las personas sospechosas de cometer algún delito, en un tiempo limitado, y se rige bajo el Código Procesal Penal.
Según el Ministerio del Interior, el 91 % de detenidos por la Divincri son liberados.
Los problemas que enfrenta la policía son la falta de logística e infraestructura, además que es propensa a suplantar su identidad cuando se adquiere fácilmente uniformes. Hay un efectivo por cada 500 habitantes. Menos de la mitad de las comisarías cuentan con infraestructura adecuada y en buen estado según el I Censo Nacional de Comisarías 2012. La mitad de la policía labora en forma parcial bajo el sistema 24 x 24. Además, para 2022 se ha desembolsado 5976 millones de soles, aunque solo se invirtió el 11 %, lo que se destina 69.9 soles por persona en Lima.
En 2021, el ministro del Interior, Avelino Guillén, implementó medidas orientadas a abordar el crimen organizado. Sin embargo, entre 2021 y 2024 se produjo una sucesión de doce cambios en el cargo, lo que obstaculizó el establecimiento de un plan de acción coherente para combatir este problema. Esta rotación fue mucho más frecuente que lo transcurrido entre 2001 y 2016, que contó con 15 cambios.
El Ministerio de Economía y Finanzas consideró que en el presupuesto de 2024 se destine 2400 millones de soles al Ministerio del Interior para combatir la inseguridad. Además, de ello el Ejecutivo asignó que el canon minero sea destinado al fortalecimiento de la seguridad ciudadana.

### Uso de la legítima defensa
La Constitución Política del Perú de 1993 reconoce el derecho a la legítima defensa como una manifestación del derecho a la vida y a la integridad personal. Asimismo, el artículo 20, inciso 3, del Código Penal del Perú exime de responsabilidad penal a quienes actúen en legítima defensa, siempre que se cumplan tres condiciones fundamentales: la existencia de una agresión ilegítima, la necesidad racional del medio empleado para repelerla y la falta de provocación suficiente por parte del defensor.
En 2023, el Congreso de la República aprobó una ley que refuerza el derecho a la legítima defensa, estableciendo que quienes actúen bajo sus supuestos no serán objeto de responsabilidad penal.
La medida generó diversas reacciones. El general de la Policía Nacional del Perú, Óscar Arriola, manifestó su respaldo a la exoneración de procesamientos penales para ciudadanos que se defiendan frente a delitos violentos, sugiriendo que los derechos deberían favorecer más a las víctimas que a los victimarios. En contraste, el exministro del Interior Vicente Romero Fernández advirtió que la aplicación de esta ley implica también una mayor responsabilidad en el uso proporcional y legal de la fuerza por parte de las autoridades, especialmente en casos de enfrentamientos con delincuentes.

### Transmisión de eventos en la televisión
La prensa roja es recurrente en los informativos televisivos. Así mismo se desarrolló a mediados de los años 2000 una serie en formato true crime, Detrás del crimen, conducido por el general en retiro Benedicto Jiménez para Panamericana Televisión. Además del programa Tu policía informa, dos de los programas de telerrealidad que extienden la cobertura de esta prensa son Alto al crimen (Panamericana y Willax) y Código 7 (TV Perú).
Además de los canales de televisión, el portal Infobae afirmó que los influencers también comparten detalles sobre la delincuencia en el país debido a su potencial atractivo para la audiencia.

## Por ubicación

### Tumbes
En el estudio de CIEC de 2017 señala que el departamento de Tumbes tiene la tasa más alta de asesinatos del país con 22.9 homicidios por cada 100 mil habitantes, mientras que Loreto es la más baja con 3.7.

### Arequipa
En 2014, de cada 100 personas 25 han sido víctimas de robo en Arequipa. Además, es la tercera ciudad con más delitos en el 2012. El distrito de Cerro Colorado es el que más delitos fueron cometidos en el 2013 en Arequipa.
En 2024, la tasa de victimización en Arequipa alcanzó su nivel más alto desde el 2015. Según INEI, la tasa de victimización fue de un 36.4 % de la población. El jefe regional del Comité de Seguridad Ciudadana reconoció que al menos dos organizaciones operaban en la zona norte de la metrópolis.

### Lima
Lima es percibida como «insegura» según encuestas, como la realizada por Carlos Basombrío (2005) y Universidad de Lima (2008). Además, el portal Global Index la incluyó en el puesto 19 de las ciudades más peligrosas del mundo junto a Tijuana (México). Históricamente, un 46 % de los habitantes de Lima encuestados por Apoyo en 1985 admitieron haber sido víctimas de robo. Se considera que la teoría de la desorganización social explica mejor los motivos de la victimización en la ciudad y refleja la existencia de una diversidad de delitos.
Debido a la influencia de la inmigración venezolana, la percepción de inseguridad afectó en la capital en que se realizaron alrededor de cuatro mil falsos delitos en 2019. Caso similar ocurrió con la venta minorista de armas, al no existir suficiente evidencia sobre el uso de estas en robos.
En 2004 la Policía identificó los puntos de alto riesgo, incluido los Barrios Altos como la residencia principal de los asaltantes.
Según el Observatorio de la Criminalidad en 2015 del Ministerio Público los distritos con mayor incidencia delictiva son: Lima Cercado, San Juan de Lurigancho, Ate, La Victoria, Santa Anita, San Juan de Miraflores, San Martín de Porres, Comas, Villa María del Triunfo y Villa El Salvador.
En 2021 la División de Investigación de Homicidios de la Policía Nacional del Perú (PNP) registró 506 homicidios, de los cuales 219 fueron altamente violentos y cerca del concepto de sicariato.
En 2022 la policía visita por lo menos dos horas en los lugares con mayor recurrencia en Lima, entre ellos los distritos de La Victoria y El Agustino.
En 2023 contó entre enero y agosto alrededor de 13 mil denuncias por robo y hurto. La Policía identificó que los tipos de robos más frecuentes en la ciudad son los arrebatos, los hurtos agravados y los atracos en la modalidad de raqueteo. Los distritos donde más ocurren el delito de robo son Juan de Lurigancho y San Martín de Porres. El distrito de Lurigancho está condicionado en una situación de informalidad y pobreza, lo cual refleja su inseguridad.
También, en ese año, el internacional Tren de Aragua obtuvo mayor dominio como organización criminal en el centro de la ciudad frente a otras locales, que posteriormente se extendieron a otras regiones como Arequipa y La Libertad. Otras organizaciones que ocuparon parte de la ciudad corresponde a Los Tiguerones (Ecuador), Los Bravos del Gota a Gota (Colombia) y Los Malditos Secos del Cono Norte (local).
En el mismo 2023 el distrito de Lince fue declarado como zona de emergencia, por supuestamente ejercer control del meretricio por organizaciones criminales. Por otro lado, en el distrito de La Victoria, peruanos y venezolanos se enfrentaron luego de denotar el hartazgo de los primeros de la presunta presencia de criminalidad extranjera.
En 2024, el Ministerio del Interior reportó que 548 instituciones educativas se encuentran en zonas con mayor incidencia de delincuencia en la zona.

### La Libertad
En el año 2021, la ciudad de Trujillo registró un total de 204 asesinatos, algunos de los cuales se relacionaron con actividades delictivas vinculadas a organizaciones criminales. En ese periodo, Trujillo se posicionó como una de las ciudades con mayores índices de delincuencia en el país, un 23.7 % de la población ha sido víctima de algún acto de ese tipo según la Encuesta Nacional de Programas Presupuestales de 2022, lo cual había comenzado a desarrollarse desde el 2005 con la conocida «Matanza en La Esperanza». Antes de este acontecimiento, el delito más frecuente en la ciudad era el robo.
Un estudio obtenido por el portal Epicentro reveló que, en el año 2007, la región de La Libertad fue la única en la que se registraron extorsiones, lo cual evidenció un incremento notable en los niveles de delincuencia en Trujillo.

### Loreto
En el estudio de CIEC de 2017 señala que en Loreto tiene la tasa más baja de asesinatos del país con 3.7 personas por cada 100 mil.

### Puno
El economista Nicolas Besich, coordinador del Instituto Videnza, afirmó en 2024 que Puno cuenta con la tasa más alta del país, con un 38.4 % al primer semestre de 2024.

## Delito por tipo

### Violencia a personas

#### Asesinatos
Desde 1992 la Policía Nacional del Perú (PNP) y el Ministerio Público (MPFN) se encargan del registro de fuentes de homicidios, anteriormente fueron deducidas por Ministerio de Salud. Según información de UNODC, es el vigéstimo país con más homicidios reportados en el mundo con 2006 registradas.
En 2012, Perú tenía una tasa de homicidios de 9.6 por 100 000 habitantes. En 2012 hubo un total de 2865 asesinatos en Perú. En el 2014 se registró 2076 homicidios y la tasa de 6.74 por cada 100,000 habitantes según la INEI. El 83.4 % de las víctimas fueron hombres y el rango de edad fue el 36.5 % entre 15 a 29 años, el 29.3 % entre de 30 a 44 años y 16.9 % entre de 45 a 64 años. Las ciudades con mayor tasa de homicidios por cada mil habitantes son Barranca (36), Trujillo (25), Tumbes (24), Chimbote (22), Pisco (12), Chincha Alta (12) y Huaraz (12).
En el informe de Comité Estadístico Interinstitucional de la Criminalidad 2011-2015, la causa de los víctimas de asesinatos son: venganza y delincuencia común en varones y celos y violencia familiar en mujeres. En 2015 por decreto legislativo 1181 se extendió como delito a los asesinatos por pedido, es decir, el sicariato. El año 2017, la venganza (33,8%) fue la principal presunta causa vinculada a muertes violentas asociadas a hechos delictivos, seguido de la delincuencia común (19,9%) y la delincuencia organizada (14,9%). Entre los años 2016 y 2017, el arma de fuego fue lo más utilizado con 58,2% en el año 2016  y de 66,6% en el año 2017.
El año 2016, la venganza (24,5%) fue la principal presunta causa vinculada a muertes violentas asociadas a hechos delictivos, seguido de la delincuencia común (20,4%), la delincuencia organizada (16,7%) y el sicariato (12,7%), según el presunto lugar de ocurrencia destacaron la vía pública (47,4%), la vivienda de la víctima (21,2%) y el campo abierto/lugar desolado/casa abandona (11,1%).
Para 2017 la tasa es de 10 por cada 100 000 habitantes. Actualmente la tasa es de 6.74 por 100 000 personas. En el 2023 se registró 1 105 homicidios, incluyendo 165 feminicidios. Por otro lado, Infobae reportó que entre 2021 y 2023 se reportaron 14 crímenes contra mujeres trabajadoras sexuales transgénero. Con el cierre del prostíbulo Las Cucardas en 2024, la activista Ángela Villón denunció que las trabajadoras sexuales estarían expuestas a grupos criminales.
El proceso judicial fue bajo en la primera mitad de 2024, apenas 18 de 377 asesinatos ocurridos en la fecha fueron resueltos. Mientras tanto, la Sinadef proyectó que la cantidad de homicidios superaría los 1500 registrados en 2022, coincidiendo con la crisis de seguridad en el país.

#### Violencia contra las mujeres
Según el Ministerio de la Mujer en 2014, 4 de 10 mujeres son víctimas de violencia familiar y genera una pérdida de 6700 millones de dólares según el estudio de la Cooperación Internacional al Desarrollo GIZ y la Universidad San Martín de Porres.
El informe del Cepal mostró que el Perú ocupa el segundo lugar en latinoamericana en feminicidios, solo superado por Colombia, durante el 2013. En los últimos 6 años, 722 mujeres fueron víctimas de feminicidio.
Debido a los últimos casos de violencia de género registrados en el siglo XXI, se reveló las limitaciones que presentan las instituciones para proteger a las víctimas que inclusive afecta a la policía femenina (274 de ellas fueron agredidas en 2001). Un sistema judicial que presentan debilidades en la administración y los trámites judiciales por lo que no reciben una oportuna protección, el poco apoyo de las autoridades estatales y falta de coordinación entre la policía, la fiscalía y los jueces para atender de manera detallada e individualizada.
Recientemente, el asesinato por cuestiones de género ha sido incorporado en la legislación peruana de tipo penal. Dicha inclusión es resultado del interés del Estado y las organizaciones de la sociedad civil en producir políticas dirigidas a reducir la violencia de género, uno de ellos fue en 2011 en que tras el exponente aumento de asesinatos se elaboró la «ley contra el feminicidio» con prisión hasta por 25 años.

#### Violencia contra indígenas
Desde la fiebre del caucho, se evidenciaron acciones hostiles hacia las comunidades nativas como la asháninca, que carecieron de un sistema penal eficiente para atender actos criminales. Estos incluyeron a las actividades de Sendero Luminoso. Para 1993 se reportó un genocidio de 55 personas fallecidas. Entre 2002 y 2020 se reportaron alrededor de 96 asesinatos a líderes de comunidades, como muestra de la invasión de empresas clandestinas en territorio amazónico. Solo en 2022 se incluyeron a 171 líderes en el Registro sobre situaciones de riesgo del Ministerio de Justicia, caso que en 2023 se reportaron 417 defensores de derechos humanos en riesgo (muchos de ellos en el departamento de Ucayali).
Para los años 2020, los perpetradores suelen estar dedicados a la invasión de terrenos y actividades como tala ilegal, minería ilegal y narcotráfico.  Para ese entonces, se buscaban tomar medidas para proteger a líderes indígenas, al menos cuando se cometían asesinatos. Una de ellas, procede en el reconocimiento a las comunidades andinas y selváticas  en el artículo 149 de la Constitución de 1993; seguida de la creación de la Ley Forestal y de Fauna Silvestre en 2000 para el uso responsable de esas zonas.
En 2018 Perú firmó el acuerdo de Escazú para fomentar la protección a ellas; sin embargo, este acuerdo no se ratificó años después, a causa del congreso de tendencia conservadora.
Según Juan Méndez, la Corte Interamericana de Derechos Humanos se ha esforzado por abordar las vulnerabilidades de las comunidades indígenas, equilibrando las consideraciones económicas del país. Marina Navarro, directora del capítulo peruano de Amnistía Internacional, señaló que las autoridades no aplicaron el Mecanismo Intersectorial para la Protección de Personas Defensoras de Derechos Humanos, aprobado por decreto supremo para tomar medidas de protección a líderes indígenas.

### Corrupción
La corrupción es uno de los principales problemas que enfrenta el Perú, por lo menos desde la última mitad del  hasta la actualidad, y es considerada como uno de los temas a tratar en el gobierno central (según Ipsos-El Comercio en 2020). Estos actos nacen desde el periodo tardío del virreinato, se consolidan por la llamada «cultura de la viveza» y corresponden a manifestaciones de anomia.
El país, en el sentido económico, formuló su presupuesto desde mediados de ; pero llevó diferentes cambios para establecer su Estado de derecho, hasta que en la Constitución de 1979 se establecieron garantías para su correcto funcionamiento entre autoridades. Debido a su economía de libre mercado individualista, actualizada en la Constitución de 1993 como neoliberal, la corrupción es percibida y tolerada desde grupos de poder hasta la ciudadanía. En el ámbito del funcionario público y las autoridades, esta se populariza en dos frases: «roba, pero hace obras» (en relación con las autoridades que recurren a los sobreingresos económicos como estímulo en obras), y «otorongo no come otorongo» (en la impunidad en cometer actos contra las leyes). Esta práctica también ocurre en trabajadores temporales con servidores públicos. 
Aunque una de las primeras redes de su tipo en instalarse ocurrieron en el gobierno virreinal de Manuel de Amat y Junyent, los escándalos continuaron en varios puntos de la historia nacional con pérdidas entre 1 a 6 puntos porcentuales del producto interno bruto. En algunos de ellos, Jorge Basadre, Manuel González Prada y otros más fueron críticos de la gestión de sus presidentes republicanos. Años después, ocurrió uno de los casos más notables en el  y parte del  con la red sistemática en el gobierno de Alberto Fujimori, mediatizada en el autogolpe de 1992, un año antes de la formación de aquella Carta Magna, con pérdidas casi multimillonarias por parte de la red criminal dentro del fujimorato. Luego del periodo fujimorista, por lo menos en dos décadas, el mandato presidencial estuvo propenso a escándalos, para 2023 seis de nueve personas que gobernaron el país fueron investigadas. No obstante, con la regionalización, gobiernos subnacionales contribuyeron significativamente hasta la mitad de las pérdidas económicas, según la agencia EFE (2011) y El Comercio (2021). 
A pesar de contar una ley de acceso a la información, establecida en 2002, la permanencia de actos de poca o nula transparencia y la cultura del robo dificultan la lucha, lo que trae diversas consecuencias: Afecta en la calidad del ambiente de negocios con la extensión de la informalidad, debilita la calidad del ámbito político del país, y reduce la calidad de atención en los servicios del Estado (al establecer los incentivos particulares sobre los competitivos). De haber acelerado oportunamente las políticas contra actos cuestionables desde la renuncia de Fujimori, se reduciría notablemente la pobreza (1800 dólares adicionales en el salario individual pudieron ganarse para 2022), lo que permitiría a la nación entrar a la lista de desarrollados. Según el Instituto Nacional de Salud Mental Honorio Delgado-Hideyo Noguchi (a partir de un estudio de 2012), los actos de corrupción están relacionados con la salud mental de la población. 
Para el año 2000, se realizaron reformas políticas para garantizar la fiscalización interna del país que duraron hasta 2002, cuando se notó una percepción negativa en sectores pobres del país. En 2021 se estimó pérdidas de más de 22 mil millones de soles. Además, la Procuraduría Pública Especializada en Delitos de Corrupción indicó que en 2015 el 92 % de los alcaldes en el Perú son investigados por corrupción. 

### Robo y extorsión
| Objetos          | Unidades  | Año         |
| Vehículos        | 7.294     | (Lima) 2014 |
| Teléfono celular | 1′706,643 | 2023        |
| Armas            | 1794      | 2023        |

En el 2014, el 39 % de la población penal está recluido por los delitos de robo agravado, hurto agravado y extorsión. El delito más común en el Perú es el robo agravado. Según la encuesta realizada por el Barómetro de las Américas se detalla que el principal tipo de delincuencia es el hurto o robo al paso (32 %), robo con amenaza (19 %), robo con arma (18 %), robos de la casa (12 %) y extorsión (8 %).
En el 2015, el Observatorio de la Criminalidad del Ministerio Público informó que más de 250 robos y hurtos se producen cada día. En el 2011, el Programa de las Naciones Unidas para el Desarrollo informó que la tasa de robos es de 217 por cada mil habitantes. En el ámbito de extorsiones, las organizaciones obtienen hasta 1961 millones de soles anuales por amenazas a pequeñas y medianas actividades económicas.
En 2022 alrededor de siete mil teléfonos se pierden al día, según el exviceministro de Seguridad Pública Nicolás Zevallos Trigoso. A partir de la preocupación, cuatro mil celulares a nivel nacional son reportados diariamente a Osiptel. En Lima existe más de 20 puntos donde se comercializa clandestinamente celulares robados en que dependen de las municipalidades distritales para clausurarlos.
A mediados de 2024, el delito de extorsión creció significativamente, lo que afectó, entre otros, a negocios minoristas. El vocero de los gremios de transporte público informó que al menos el 40% del transporte urbano de Lima están siendo extorsionados por el crimen organizado. La Policía Nacional del Perú reconoció que algunos de sus propios agentes participaron en este delito. Entre las modalidades se encuentran el «chalequeo» (contratación de fuerzas de seguridad informales), el «gota a gota», el cobro de cupos y el «escopetazo» (amenazas operadas desde las cárceles).
En 2025, el Segundo Observatorio del Crimen y la Violencia señaló que la extorsión alcanzó a tres de cada diez limeños.
Los especialistas en seguridad señalaron que para enfrentar este problema se debe contar vigilancia preventiva como la presencia policial y del serenazgo en las calles y mecanismos de articulación con la comunidad.

#### Estafa
Según el Ministerio Público, se realizaron 3849 denuncias por estafa en las fiscalías penales de Lima durante el 2005.

#### Préstamo gota a gota
En 2023 se reportó otro tipo de robo, el gota a gota o préstamos informales. Consiste en que clientes de créditos informales son amenazados a pagar perpetuamente sin no quieren ser víctimas de grupos criminales. Esta modalidad de extorsión se presenció con bandas criminales con integrantes extranjeros, además que las víctimas pierden sus pertenencias o están obligados a ser burriers. Según el magistrado a cargo del Juzgado Supremo de Investigación Preparatoria, la modalidad de robo se extiende a la usura.
Entre abril y junio de 2023 Central Única de Denuncias registró 463 denuncias bajo esa modalidad.
Para junio de 2023, la Federación Peruana de Cajas Municipales de Ahorro y Crédito estimó que medio millón de peruanos fueron víctimas de la modalidad.

### Narcotráfico
Históricamente se trasladaba cocaína desde el puerto del Callao en los años 1940. Para 1985 se sembraron 94 800 hectáreas de coca, producto del auge de los años 1960 y 1970.
En el 2012, el Perú se convirtió en el país con mayor área de cultivos de hoja de coca según informe de la ONU para el Crimen y las Drogas. La Oficina de Política Nacional para el Control de Drogas de la Casa Blanca estimó 491 la producción potencial de cocaína y la hectáreas de cultivos de coca en 49 800 en el 2017.
En el 2015, el 70 % de los encuestados cree que el Perú va a convertirse en un narcoestado. Según la Encuesta Poder 2023, el narcotráfico sigue siendo considerado como el grupo de poder al margen de la ley con mayor influencia en la política.

### Trata de personas
Perú, para la década del 2000, es un país donde alberga organizaciones de trata de personas. Según el Ministerio del Interior, 74 % de las víctimas reportadas a 2023 fueron captadas por una falsa oferta de empleo; mientras que el Ministerio Público señaló en ese año que las organizaciones de trata de personas generaron ingresos de 1300 millones de dólares anuales. 

## Estrategias contra la delincuencia en el Perú
La ley que rige el combate contra la delincuencia es la creación del Sistema Nacional de Seguridad Ciudadana creada en 2003 (Ley 27933).
Cuenta con formulación gratuita de denuncias, de modalidades presenciales desde la comisaría, o virtuales como el Portal de denuncia digital. Sin embargo, esa medida estuvo propensa a falsificar su identidad para proceder su denuncia.
Adicionalmente, se establecieron como delitos al robo y hurto, en que este último se tipifica cuando el valor apoderado es mayor a mil soles. En el caso de que el responsable del delito no reside frecuentemente y es declarado reo contumaz, se procede con la requisitoria que es solicitada por cualquier personal policial. Además, según el artículo 11 de su legislativo, la Policía puede solicitar documentos a personas en la averiguación de un hecho punible.
El partido Fuerza Popular promovió que los militares administren las prisiones, una propuesta que fue rechazada por el Ministerio de Justicia al considerar que las denuncias por delitos se cometen fuera de estos lugares. Extraoficialmente, se promovió la creación de una aplicación para taxis que cuente con personal militar y policial retirado para brindar servicios de transporte y seguridad de forma privada.
La edad mínima para sentenciar penalmente es de 18 años. En 2024, se propuso reducir a 16. Sin embargo, el promotor de la reducción de edad reconoció que se busca enfocar en la resocialización, cuya tasa de éxito es del 3 %.

### Iniciativas políticas
- Ley que establece un mecanismo de recompensas para combatir el crimen organizado,[168] requiere mandato judicial.[169]
- Ley que regula el proceso inmediato en caso de flagrancia.[170]
- Ley que establece como delito el reglaje o marcaje, a quien facilita información para un delincuente armado.[171]

### Estado de emergencia
Perú declaró estado de emergencia en determinadas ciudades:
- El 4 de diciembre de 2015 por el presidente Ollanta Humala en Callao por 315 días.[172][173]
- El 3 de febrero de 2022 por el ministro de defensa en Lima y Callao por 45 días.[174]
- El 27 de marzo de 2022 por el gobierno de Pedro Castillo en Trujillo y cinco provincias del departamento de la Libertad por 45 días.[175]
- El 21 de septiembre de 2023 por el gobierno de Dina Boluarte en la provincia de Sullana y los distritos limeños de San Juan de Lurigancho y San Martín de Porres.[176] Fue parte del plan Perú Seguro.
- El 9 de enero de 2024 por el presidente del Consejo de Ministros Alberto Otárola en los departamentos de Tumbes, Amazonas, Cajamarca y Loreto,[177] coincidiendo con el conflicto armado interno de Ecuador. El 10 de enero de 2024 el gobierno oficializó el estado de emergencia en los distritos de las provincias de Zarumilla (Tumbes), San Ignacio (Cajamarca), Sullana, Ayabaca y Huancabamba (Piura), así como los distritos El Cenepa (Amazonas) y Torres Causana (Loreto).[178] El 26 de septiembre de 2024, se declaró estado de emergencia en 11 distritos de Lima Metropolitana y en el distrito de Ventanilla, en el Callao.

### Centros penitenciarios
Los centros penitenciarios cuentan con un Código de Ejecución Penal. Si bien es garantista, ya que garantiza la calidad de vida de los reclusos (alrededor de 3 de cada 10 aún no han sido sentenciados), algunos de ellos han recibido cuestionamientos. El diario español El País señaló que en 1992 se adoptaron medidas duras, como la prohibición de leer, escribir y trabajar en las celdas. El viceministro del Interior, Ricardo Valdés, señaló que en 2023 los trabajadores cometieron actos de corrupción y proporcionaron un mal trato a los reclusos.
En 2024, el país tenía una población reclusa de 98 127 personas en 69 prisiones con una capacidad máxima de 41 556 personas, lo que representa un hacinamiento del 136 %, una de las tasas más altas de la región. En octubre de 2023, la población carcelaria de origen extranjero ascendía a 4453 individuos, lo que representa un aumento de más del doble en comparación con 2019. De estos, 3131 provienen de Venezuela. Con la huido de un reo en 2025, el Tribunal Constitucional que ordena cerrar los penales más hacinados del país.
En los 2013 se proyectó la construcción de una megapenal con capacidad para 3200 reos en 944 celdas. Inició su edificación en 2018.
El Observatorio del Crimen señaló que en noviembre de 2024 había 1233 presos por este delito entre una población penal de 99 428 internos por el INPE; ello es apenas un poco más que los 1166 internos registrados nueve años antes, en 2015, cuando había 25 000 presos menos.

## Clasificaciones internacionales del Perú
| Autor                  | Índice                                               | Posición en América Latina | Posición en el Mundo | Países Incluidos | Año   |
| ---------------------- | ---------------------------------------------------- | -------------------------- | -------------------- | ---------------- | ----- |
| Foro Económico Mundial | Seguridad y Vigilancia                               | —                          | 117.º                | 141              | 2015. |
| Foro Económico Mundial | Costos comerciales de la delincuencia y la violencia | —                          | 125.º                | 141              | 2015. |
| Foro Económico Mundial | Fiabilidad de los servicios de policía               | —                          | 135.º                | 141              | 2015. |
| Foro Económico Mundial | Costos comerciales de terrorismo                     | —                          | 122.º                | 141              | 2015. |
| Foro Económico Mundial | Índice de incidencia de terrorismo                   | —                          | 102.º                | 141              | 2015. |
| Foro Económico Mundial | Tasa de homicidios                                   | —                          | 104.º                | 141              | 2015. |